# Tmarus ehecatltocatl
Tmarus ehecatltocatl là một loài nhện trong họ Thomisidae.
Loài này thuộc chi Tmarus. Tmarus ehecatltocatl được Mauricio Jiménez miêu tả năm 1992.